# Marta Fraile
Marta Fraile (Barcelona, 30 de octubre de 1982) es una jugadora profesional española de voleibol.

## Clubs
- 2012-2013.- GH Ecay Leadernet (Superliga),  España
- 2011-2012.- Nuchar Eurochamp Murillo (Superliga),  España
- 2010-2011.- Nuchar Eurochamp Murillo (Superliga 2),  España
- 2009-2010.- CV Vall d´Hebrón (Liga FEV),  España
- 2008-2009.- Haro Rioja Vóley (Superliga),  España
- 2007-2008.- CV Córdoba Cajasur (Superliga 2),  España
- 2005-2007.- CV Vall d´Hebrón,  España
- 2003-2005.- CV Córdoba Cajasur (Ascenso a Superliga y Superliga),  España
- 2002-2003.- CV San Cugat (División de Honor),  España
- 1999-2002.- Club Voleibol Barcelona Winterthur (Juvenil y División de Honor),  España

## Logros obtenidos

### Clubes
- 2012-2013.- Incluida en el 7 ideal de la jornada 18 de Superliga.
- 2012.- Subcampeona de la Copa de la Reina disputada en Salou con Nuchar Eurochamp Murillo .
- 2011-2012.- Tercer puesto en Superliga con Nuchar Eurochamp Murillo.
- 2011-2012.- Incluida en el 7 ideal de las jornadas 3, 16 y 19 de Superliga.
- 2010-2011.- Campeona de Superliga 2 y ascenso a Superliga con Nuchar Eurochamp Murillo.
- 2010-2011.- MVP de la jornada 7 de Superliga 2.
- 2010-2011.- Incluida en el 7 ideal de las jornadas 2, 7, 15, 16 y 20 de Superliga 2.
- 2010.- Campeona de la Copa de la Princesa de Asturias con Nuchar Tramek Murillo.
- 1999-2000.- Campeona de España juvenil por Clubs y con la Selección Catalana.